# Mihail Bakunin
Mihail Alexandrovici Bakunin (/bəˈkuːnɪn/ bə-KOO-nin; 30 mai 1814 – 1 iulie 1876) a fost un revoluționar anarhist rus. Este printre cele mai influente figuri ale anarhismului și o figură importantă în tradițiile socialiste revoluționare, anarhismului social și anarhismului colectivist. Prestigiul lui Bakunin ca revoluționar l-a făcut de asemenea unul dintre ideologii cei mai cunoscuți în Europa, câștigând o influență semnificativă printre radicalii din Rusia și Europa.
Bakunin a crescut la Pryamukhino, o moșie de familie în guvernământul Tver. Din 1840, a studiat la Moscova, apoi la Berlin cu speranța de a intra în mediul academic. Ulterior, la Paris, l-a întâlnit pe Karl Marx și pe Pierre-Joseph Proudhon, care l-au influențat profund. Radicalismul tot mai accentuat al lui Bakunin a încheiat speranțele unei cariere universitare. A fost expulzat din Franța pentru opoziția față de ocupația Imperiului Rus asupra Poloniei. După participarea în revoltele din Praga (1848) și Dresda (1849), Bakunin a fost închis, judecat, condamnat la moarte și extrădat de mai multe ori. În cele din urmă exilat în Siberia în 1857, a evadat prin Japonia în Statele Unite și apoi la Londra, unde a lucrat cu Aleksandr Herzen la revista Kolokol (Clopotul). În 1863, Bakunin a plecat să se alăture insurecției din Polonia, dar nu a reușit să ajungă acolo și a petrecut timp în Elveția și Italia.
În 1868, Bakunin s-a alăturat Asociației Internaționale a Muncitorilor, conducând facțiunea anarhistă să crească rapid în influență. Congresul de la Haga din 1872 a fost dominat de lupta dintre Bakunin și Marx, care era o figură cheie în Consiliul General al Internaționalei și pleda pentru utilizarea statului pentru a aduce socialismul. În contrast, Bakunin și facțiunea anarhistă pledau pentru înlocuirea statului cu federații de locuri de muncă auto-guvernante și comune. Bakunin nu a putut ajunge în Olanda, iar facțiunea anarhistă a pierdut dezbaterea în absența sa. Bakunin a fost exclus din Internațională pentru menținerea, în viziunea lui Marx, a unei organizații secrete în cadrul Internaționalei și a fondat Internaționala Antiautoritară în 1872. Din 1870 până la moartea sa în 1876, Bakunin a scris lucrări mai lungi cum ar fi "Statism și Anarhie" și "Dumnezeu și Statul", dar a continuat să participe direct la mișcările muncitorești și țărănești europene. În 1870, a fost implicat într-o insurecție la Lyon, Franța. Bakunin a încercat să participe la o insurecție anarhistă la Bologna, Italia, dar sănătatea sa precară l-a determinat să se întoarcă în Elveția sub o identitate falsă.
Bakunin este amintit ca o figură importantă în istoria anarhismului, un opozant al marxismului, în special al dictaturii proletariatului, și pentru predicțiile sale că regimurile marxiste vor fi dictaturi de partid unic care vor stăpâni proletariatul, nu va fi o stăpânire a proletariatului. Cartea sa "Dumnezeu și Statul" a fost larg tradusă și rămâne în tipar. Bakunin a avut o influență semnificativă asupra gânditorilor precum Piotr Kropotkin, Errico Malatesta, Herbert Marcuse, E. P. Thompson, Neil Postman și A. S. Neill, precum și asupra organizațiilor sindicaliste cum ar fi IWW, anarhiștii în Războiul Civil Spaniol și anarhiștii contemporani implicați în mișcarea anti-globalizare din zilele noastre.

## Viață

### Viața timpurie
Pe 30 mai [Stil vechi 18 mai] 1814, Mikhail Aleksandrovici Bakunin s-a născut într-o familie nobiliară rusă. Moșia familiei sale, Priamukhino, în regiunea Tver, la nord-vest de Moscova, avea peste 500 de țărani înrobite. Tatăl său, Alexander Mihailovici Bakunin, a fost un diplomat rus care a servit în Italia. După întoarcerea la Priamukhino și căsătoria cu mult mai tânăra Varvara Aleksandrovna Murav'eva, bătrânul Bakunin și-a crescut cei zece copii în modelul pedagogic rousseau, inspirat de Rousseau. Mikhail Bakunin, al treilea copil și fiul cel mare al lor, a studiat limbi, literatură și filozofie a epocii și și-a descris tineretea ca fiind idilică și ferită de realitățile vieții rusești. Ca adolescent, a început să se pregătească pentru o carieră militară la Școala de Artilerie din Sankt Petersburg, dar a respins această cale. Devenind ofițer în 1833, a profitat de libertatea de a participa la viața socială a orașului, dar s-a simțit neîmplinit. Neglijent în studii, a fost trimis în Belarus și Lituania ca pedeapsă la începutul anului 1834, unde a citit teorii academice și filozofie. A dezertat din școală în 1835 și a scăpat de arest datorită influenței familiale. A fost demobilizat la sfârșitul anului și, în ciuda protestelor tatălui său, a plecat la Moscova pentru a urma o carieră ca profesor de matematică.
Bakunin a trăit o viață boemă și intelectuală în Moscova, unde literatura romantică germană și filosofia idealistă au fost influente în anii 1830. În cercul intelectual al lui Nikolai Stankevich, Bakunin a citit filosofia germană, de la Kant la Fichte și Hegel, și a publicat traduceri în limba rusă ale operelor lor. Bakunin a realizat prima traducere în limba rusă a lui Hegel și era cel mai înalt expert rus în Hegel până în 1837. Bakunin s-a împrietenit cu intelectuali ruși, inclusiv cu criticul literar Vissarion Belinski, poetul Nikolai Ogarev, romancierul Ivan Turgenev și scriitorul Aleksandr Herzen în tinerețe, înainte de carierele lor. Herzen l-a finanțat pe Bakunin să studieze la Universitatea din Berlin în 1840. Planurile lui Bakunin de a se întoarce la Moscova ca profesor au fost abandonate curând.
În Berlin, Bakunin s-a apropiat de Hegelienii Tineri, un grup intelectual cu interpretări radicale ale filosofiei lui Hegel, care l-au atras pe Bakunin în teme politice. A părăsit Berlinul la începutul anului 1842 pentru Dresda, unde l-a întâlnit pe hegelianul Arnold Ruge, care a publicat prima sa lucrare originală. "Die Reaktion in Deutschland" („Reacția în Germania”) propunea continuarea Revoluției Franceze în restul Europei și în Rusia. Deși îmbibată în jargonul hegelian și publicată sub pseudonim, aceasta a marcat tranziția lui Bakunin de la filozofie la retorică revoluționară.

### Activitate revoluționară și închisoare

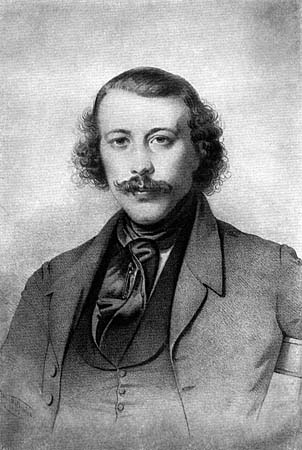
Mihail Bakunin tânăr. Portret realizat de H. Mitreuter în 1843

În decursul anilor 1840, Bakunin s-a implicat tot mai mult în agitația revoluționară. Când grupul său a atras interesul agenților secreți ruși, Bakunin a plecat la Zurich la începutul anului 1843. Aici l-a întâlnit pe proto-comunistul Wilhelm Weitling, arestul căruia a dus la neîncrederea ambasadei ruse din Berna în Bakunin. Neascultând ordinele rusești de a se întoarce, Senatul Rusiei i-a retras drepturile de nobil și l-a condamnat în lipsă sa la muncă silnică în Siberia. Fără sprijin financiar constant, Bakunin a devenit un călător itinerant, călătorind prin Europa și întâlnindu-se cu persoanele care l-au influențat. A vizitat Bruxelles și Paris, unde s-a alăturat emigranților internaționali și socialiștilor, a devenit prieten cu anarchistul Pierre-Joseph Proudhon și l-a întâlnit pe filosoful Karl Marx, cu care avea să se confrunte mai târziu. Bakunin a devenit personal activ în agitația politică abia în 1847, când emigranții polonezi din Paris l-au invitat să țină un discurs de comemorare a revoltei poloneze din 1830. Apelul său către polonezi să răstoarne țarismul în alianță cu democrații ruși l-a făcut cunoscut în întreaga Europă și a determinat ambasadorul rus să solicite cu succes deportarea lui Bakunin.
După abdicarea regelui francez Louis Philippe I în timpul Revoluției din februarie 1848, Bakunin s-a întors la Paris și s-a bucurat de atmosfera revoluționară. Cu sprijinul guvernului francez, s-a îndreptat spre Polonia prusacă pentru a agita pentru răscoală împotriva Rusiei, dar nu a ajuns niciodată acolo. A participat la Congresul Slav de la Praga din 1848 pentru a apăra drepturile slavilor împotriva naționalismului german și maghiar și a participat la insurecția improvizată împotriva Habsburgilor austrieci. Neprins, la sfârșitul anului a scris "Aufruf an die Slaven" ("Apel către slavi"), care pleda pentru o federație slavă și o răscoală împotriva guvernelor austriac, prusac, turc și rus. Lucrarea a fost larg citită și tradusă.
După participarea în ambele revolte de la Praga și Dresda din 1849, Bakunin a fost închis, judecat, condamnat la moarte, extrădat de mai multe ori și în cele din urmă închis în izolare în Fortăreața Petru și Pavel din Sankt Petersburg în 1851. Trei ani mai târziu, a fost transferat în Fortăreața Shlisselburg, lângă Sankt Petersburg, unde a petrecut alți trei ani. Închisoarea l-a afectat, dar nu i-a înfrânt zelul revoluționar. Totuși, a scris o Confesiune autobiografică și genuflexă împăratului rus, document care a devenit controversat când a fost descoperit public după aproximativ 70 de ani. Scrisoarea nu a îmbunătățit condițiile sale de detenție. În 1857, Bakunin a fost autorizat să fie exilat permanent în Siberia. Aici s-a căsătorit cu Antonia Kwiatkowska înainte de a evada în 1861, mai întâi în Japonia, apoi în San Francisco, traversând Statele Unite până la New York, și a ajuns în Londra până la sfârșitul anului. Bakunin a ajuns în America chiar când izbucnea Războiul Civil. Vorbind cu susținători ai ambelor tabere, Bakunin a afirmat că simpatiile sale erau pentru Nord, deși a criticat ipocrizia acestora în eliberarea sclavilor, în timp ce forțau Sudul să rămână în Uniune.

### Întoarcerea în Europa
În Londra, Bakunin s-a reunit cu Herzen și Ogarev. A colaborat cu ei la ziarul lor în limba rusă, însă fervoarea sa revoluționară depășea agenda lor de reforme moderate. Pamfletul său din 1862, "Cauza poporului: Romanov, Pugaciov sau Pestel?", critica țarul rus pentru neutilizarea poziției sale pentru a facilita o revoluție fără vărsare de sânge și renunțarea la o altă rebeliune a lui Pugaciov. În august 1862, a călătorit scurt timp la Paris. În această perioadă, celebrul fotograf Nadar i-a făcut trei fotografii celebre pe 7 august 1862. După ce a fost fotografiat, Bakunin a semnat și "Livre d'Or" al lui Nadar, scriind (file 161): "Ai grijă să nu vii libertatea de la nord." În 1863, Bakunin s-a implicat într-un efort nereușit de a furniza bărbați înarmați pentru Revolta din Ianuarie a Poloniei împotriva Rusiei. Bakunin, reunit cu soția sa, s-a mutat în Italia în anul următor, unde au rămas timp de trei ani.
Bakunin, aflat la începutul vârstei de 50 de ani, și-a dezvoltat gândurile de bază anarhiste în Italia. A continuat să rafineze aceste idei în următorii săi 12 ani. Printre aceste idei s-a numărat și înființarea primei dintre multele societăți revoluționare conspirative, deși niciuna dintre acestea nu a participat la acțiuni revoluționare, în principal răsturnarea revoluționară a statului, care urma să fie înlocuit cu o federație liberă între producătorii economici asociați voluntar.
În 1867 s-a mutat în Elveția, un mediu mai permisiv pentru literatura revoluționară. Scrierile sale anarhiste au fost fragmentare și prolifici. Odată cu prăbușirea Franței în Războiul Franco-Prusac din 1870, Bakunin a călătorit la Lyon și a participat în mod ineficient la Comuna din Lyon, în care cetățenii au ocupat temporar primăria orașului. Bakunin s-a retras în Elveția.
În Elveția, revoluționarul rus Sergey Nechayev l-a căutat pe Bakunin pentru o colaborare. Fără să cunoască trădările anterioare ale lui Nechayev, Bakunin s-a apropiat de zelul revoluționar al acestuia și au produs împreună "Catehismul Revoluționarului" din 1869, un tratat care susținea o viață ascetică pentru revoluționari fără legături sociale sau morale. Conexiunea lui Bakunin cu Nechayev a afectat reputația acestuia din urmă. În ultimele cercetări, însă, se contestă autoritatea catehismului, creditându-l pe Nechayev ca autor principal sau unic. Bakunin, în cele din urmă, a renunțat la această conexiune.

### Prima Internațională
În timp ce Bakunin l-a întâlnit pe Karl Marx în Paris (1844) și Londra (1864), a ajuns să-l cunoască prin intermediul Primei Internaționale (Asociația Internațională a Muncitorilor), pe care Marx și Friedrich Engels au format-o în anii 1860. Relația lui Bakunin cu Marx s-a tensionat la începutul anilor 1870 din cauza diferitelor ideologice și personale. Bakunin a respectat erudiția lui Marx și pasiunea pentru socialism, dar l-a considerat autoritar și arrogant ca personalitate. La rândul său, Marx era sceptic față de reacționismul rus și de caracterul necontrolat al lui Bakunin. Pe măsură ce Bakunin și-a dezvoltat ideile anarhiste în această perioadă, el a ajuns să considere organizarea socială federativă, condusă de țărani și cei mai săraci muncitori, drept obiectivul principal post-revoluționar, în timp ce Marx credea într-o dictatură a proletariatului, condusă de muncitorii organizați din țările industrializate, în care aceștia folosesc infrastructura statală până când statul se desființează. Bakuniștii detestau organizarea politică pe care Marx o susținea.
Marx a făcut demersuri pentru excluderea lui Bakunin și a anarhiștilor bakuniști de la Congresul de la Haga al Primei Internaționale din 1872. Acest punct de rupere a divizat mișcarea socialistă marxistă de mișcarea anarhistă și a dus la destrămarea Internaționalei. Ideile lui Bakunin au continuat totuși să se răspândească în mișcarea muncitorească din Spania și printre meșteșugarii Federației Jura din Elveția.
Ultima sa lucrare majoră, "Statism și Anarhie" (1873), a fost scrisă anonim în rusă pentru a stârni revoluția subterană în Rusia. Aceasta reafirmă poziția sa anarhistă, critică Imperiul German ca stat centralizat în opoziție cu anarhismul european, aseamănă pe Marx cu autoritarismul german și avertizează cu privire la dictatura proletariatului susținută de autocrate în numele proletariatului. Această premoniție a adâncit decalajul între marxiști și anarhiștii bakuniști.
Într-un ultim act revoluționar, Bakunin a planificat nereușita insurecție din Bologna din 1874 împreună cu discipolii săi italieni. Eșecul acesteia a reprezentat o lovitură majoră pentru mișcarea anarhistă italiană. Bakunin s-a retras în Elveția, unde s-a retras din activitate și a murit la Berna la 1 iulie 1876.

## Viziune
În scrierile sale despre anarhism, Bakunin se concentrează în mare parte pe antipatia față de stat și "organizația politică în sine ca sursă de opresiune și exploatare". Soluțiile sale revoluționare se axează pe desființarea statului și a instituțiilor ierarhice religioase, sociale și economice, înlocuindu-le cu un sistem de comune federate liber, organizate "de jos în sus", cu asociații voluntare ale producătorilor economici, începând local și organizându-se ostensiv la nivel internațional. Aceste gânduri au fost publicate pentru prima dată în lucrarea sa neterminată din 1871, "The Knouto-Germanic Empire and the Social Revolution", extinsă printr-o a doua parte publicată în "Oeuvres" din 1908, și din nou elaborate printr-un fragment găsit și publicat postum în "God and the State" (1882). Ultima dintre acestea a fost cea mai faimoasă lucrare a sa, tradusă larg. Aceasta îndeamnă la renunțarea atât la stat, cât și la religie pentru a realiza libertatea inerentă a omului.
Ca scriitor, Bakunin a fost prolific dar fragmentar. Era predispus la digresii ample și rar finaliza ceea ce își propunea să abordeze. Ca rezultat, multe dintre scrierile sale despre anarhism nu corespund întotdeauna și au fost publicate doar postum. A scris în principal în limba franceză.
Credințele politice ale lui Bakunin respingeau sistemele de putere etatism și ierarhice în orice formă și denumire, de la ideea de Dumnezeu în jos și orice formă de autoritate ierarhică, fie ea emanată de la voința unui suveran sau chiar de la un stat care permitea votul universal. În "God and the State", el scria că "[l]ibertatea omului constă numai în aceasta, că el respectă legile naturii pentru că le-a recunoscut ca atare, și nu pentru că i-au fost impuse din exterior de o voință străină, fie umană sau divină, colectivă sau individuală".
Bakunin respingea în mod similar ideea de poziție sau clasă privilegiată, deoarece inegalitățile sociale și economice implicate de sistemele de clasă erau incompatibile cu libertatea individuală. În timp ce liberalismul insista că piețele libere și guvernele constituționale facilitau libertatea individuală, Bakunin susținea că atât capitalismul, cât și statul în orice formă erau incompatibile cu libertatea individuală a clasei muncitoare și a țăranilor, afirmând că "este caracteristica privilegiului și a fiecărei poziții privilegiate să ucidă inteligența și inima omului. Omul privilegiat, fie politic, fie economic, este un om depravat în inteligență și inimă". Credințele politice ale lui Bakunin se bazau pe mai multe concepte interconectate: (1) libertatea; (2) socialismul; (3) federalismul; (4) anti-teismul; și (5) materialismul. De asemenea, a dezvoltat o critică a marxismului, preconizând că, dacă marxiștii vor reuși să preia puterea, vor crea o dictatură de partid "cu atât mai periculoasă cu cât apare ca o expresie falsă a voinței poporului", adăugând că "[c]ând poporul este bătut cu un băț, nu este prea fericit dacă acesta este numit 'Bățul Poporului'".

### Autoritate și gândire liberă
În eseul său din 1870 "Ce este autoritatea?", Bakunin a scris:
   "Oare rezultă că resping orice autoritate? Departe de mine un astfel de gând. În chestiuni legate de cizme, mă refer la autoritatea cizmarului; în ceea ce privește casele, canalele sau căile ferate, consult autoritatea arhitectului sau a inginerului. Pentru cunoștințe speciale, aplic la un savant anume. Dar nu permit nici cizmarului, nici arhitectului, nici savantului să-și impună autoritatea asupra mea. Îi ascult liber și cu tot respectul meritat de inteligența, caracterul și cunoștințele lor, rezervându-mi întotdeauna dreptul incontestabil de a critica și cenzura. Nu mă mulțumesc să consult o singură autoritate într-un domeniu special; consult mai multe; le compar opiniile și aleg pe cea care mi se pare cea mai solidă. Dar nu recunosc nicio autoritate infailibilă, nici măcar în chestiuni speciale; în consecință, oricât de mult respect aș avea pentru onestitatea și sinceritatea unui individ anume, nu am credință absolută în nicio persoană."
Conform lui Bakunin:
   "Prin urmare, nu există o autoritate fixă și constantă, ci un schimb continuu de autoritate mutuală, temporară și, mai presus de toate, voluntară și de subordonare. Aceeași rațiune mă împiedică, atunci, să recunosc o autoritate fixă, constantă și universală, deoarece nu există un om universal, niciun om capabil să înțeleagă în toate detaliile, fără de care aplicarea științei în viață este imposibilă, toate științele, toate ramurile vieții sociale."

### Antiteologism
Potrivit filozofului politic Carl Schmitt, un membru proeminent al Partidului Nazist, "în comparație cu anarhiștii de mai târziu, Proudhon a fost un mic burghez moralist care a continuat să subscrie la autoritatea tatălui și la principiul familiei monogame. Bakunin a fost primul care a dus lupta împotriva teologiei la consistența completă a unui naturalism absolut. [...] Pentru el, așadar, nu există nimic negativ și rău în afară de doctrina teologică a lui Dumnezeu și a păcatului, care îl ștampilează pe om ca pe un ticălos pentru a oferi un pretext pentru dominație și foamea de putere."[33]
Bakunin credea că religia își are originea în capacitatea umană pentru gândire abstractă și fantezie.[34][35] Potrivit lui Bakunin, religia este susținută prin îndoctrinare și conformism. Alte factori în supraviețuirea religiei sunt sărăcia, suferința și exploatarea, de la care religia promite salvare în viața de apoi. Oprimatorii profită de religie deoarece mulți oameni religioși se împacă cu nedreptatea pe pământ prin promisiunea fericirii în cer.[30]
Bakunin a susținut că oprimatorii primesc autoritate de la religie. Oamenii religioși sunt în multe cazuri ascultători față de preoți, deoarece cred că afirmațiile preoților sunt bazate pe revelația divină directă sau pe scriptură. Ascultarea față de revelația divină sau scriptură este considerată criteriul etic de mulți oameni religioși deoarece Dumnezeu este considerat a fi omniscient, omnipotent și omnibenevolent. Prin urmare, fiecare afirmație considerată derivată dintr-un Dumnezeu infailibil nu poate fi criticată de oameni. Conform acestui mod de gândire religios, oamenii nu pot ști de la sine ce este just, ci numai Dumnezeu decide ce este bine sau rău. Oamenii care nu ascultă de "mesagerii lui Dumnezeu" sunt amenințați cu pedeapsa în iad.[30] Potrivit lui Bakunin, alternativa la un monopol al puterii religioase este recunoașterea faptului că toți oamenii sunt inspirați în mod egal de Dumnezeu, dar asta înseamnă că învățăturile contradictorii multiple sunt atribuite unui Dumnezeu infailibil, ceea ce este logic imposibil. Prin urmare, Bakunin consideră religia ca fiind necesar autoritară.[30]
Bakunin a argumentat în cartea sa "Dumnezeu și Statul" că "ideea de Dumnezeu implică abdicarea rațiunii și justiției umane; este cea mai decisivă negare a libertății umane și se sfârșește în mod necesar în înrobirea omenirii, atât în teorie, cât și în practică". În consecință, Bakunin a inversat faimosul aforism al lui Voltaire că, dacă Dumnezeu nu ar exista, ar fi necesar să-L inventăm, scriind în schimb că "dacă Dumnezeu ar exista cu adevărat, ar fi necesar să-L abolim".[30] Teologia politică este o ramură a filozofiei politice și a teologiei care investighează modurile în care conceptele teologice sau modurile de gândire teologică stau la baza discursurilor politice, sociale, economice și culturale. Bakunin a fost un susținător timpuriu al termenului de teologie politică în textul său din 1871 "Teologia Politică a lui Mazzini și Internaționala",[36] la care a răspuns cartea eponimă a lui Schmitt.[37][38]

### Strategia luptei de clasă pentru revoluția socială
Metodele lui Bakunin de realizare a programului său revoluționar erau în concordanță cu principiile sale. Clasa muncitoare și țărănimea trebuiau să se organizeze de jos în sus prin structuri locale federate între ele, "creând nu doar ideile, ci și faptele viitorului însuși". Mișcările lor ar prefigura viitorul în ideile și practicile lor, creând elementele constitutive ale noii societăți. Această abordare era exemplificată de sindicalism, o strategie anarhistă susținută de Bakunin, conform căreia sindicatele ar oferi atât mijloacele pentru a apăra și îmbunătăți condițiile, drepturile și veniturile muncitorilor în prezent, cât și baza pentru o revoluție socială bazată pe ocupațiile la locul de muncă. Sindicatele sindicaliste ar organiza ocupațiile precum și ar furniza structurile radical democratice prin care locurile de muncă ar fi autogestionate, iar economia mai largă ar fi coordonată. Astfel, pentru Bakunin, sindicatele muncitorilor ar "lua în posesie toate uneltele de producție precum și clădirile și capitalul".
Cu toate acestea, Bakunin nu a redus revoluția doar la sindicatele sindicaliste, subliniind necesitatea de a organiza și cartierele clasei muncitoare, precum și șomerii. Între timp, țăranii ar trebui să "ia pământul și să-i alunge pe acei proprietari de pământ care trăiesc din munca altora". Bakunin nu a respins muncitorii calificați așa cum uneori se afirmă, iar ceasornicarii din regiunea Jura au fost centrali pentru crearea și operațiunile Internaționalei de la St. Imier. Cu toate acestea, într-o perioadă în care sindicatele ignorau în mare măsură muncitorii necalificați, Bakunin a pus mare accent pe necesitatea de a organiza și printre "gloată" și "marile mase ale săracilor și exploataților, așa-numitul 'lumpenproletariat'" pentru a "inaugura și aduce la triumf Revoluția Socială".

### Colectivismul anarhist'
Socialismul lui Bakunin a fost cunoscut sub numele de „colectivism anarhist”, unde „social: urmărește confirmarea egalității politice prin egalitatea economică. Aceasta nu înseamnă eliminarea diferențelor individuale naturale, ci egalitate în drepturile sociale ale fiecărui individ de la naștere; în special, mijloace egale de subzistență, sprijin, educație și oportunitate pentru fiecare copil, băiat sau fată, până la maturitate, și resurse și facilități egale în viața adultă pentru a-și crea propria bunăstare prin propria muncă.”
Colectivismul anarhist susține abolirea atât a statului, cât și a proprietății private asupra mijloacelor de producție. În loc de aceasta, își imaginează mijloacele de producție deținute colectiv și controlate și gestionate de către producători înșiși. Pentru colectivizarea mijloacelor de producție, inițial s-a prevăzut că muncitorii vor revolta și vor colectiviza forțat mijloacele de producție . Odată ce are loc colectivizarea, banii ar fi aboliți și înlocuiți cu note de muncă, iar salariile muncitorilor ar fi determinate în organizații democratice bazate pe dificultatea locului de muncă și cantitatea de timp contribuită la producție. Aceste salarii ar fi folosite pentru a cumpăra bunuri într-o piață comunală .

### Critica Marxismului
Disputa dintre Bakunin și Karl Marx a subliniat diferențele dintre anarhism și marxism. Bakunin a respins cu fermitate conceptul lui Marx de „dictatura proletariatului”, în care noul stat ar fi necontestat și ar reprezenta teoretic muncitorii . El a argumentat că statul ar trebui abolit imediat, deoarece toate formele de guvernare duc în cele din urmă la opresiune . De asemenea, a opus vehement vanguardismul, în care o elită politică de revoluționari ghidează muncitorii. Bakunin a insistat că revoluțiile trebuie conduse direct de oameni, în timp ce orice „elită luminată” trebuie să-și exercite influența doar rămânând „invizibilă ... neimpusă asupra nimănui ... și lipsită de toate drepturile și semnificațiile oficiale” . Bakunin a afirmat că marxistii „susțin că doar o dictatură - desigur, dictatura lor - poate crea voința poporului, în timp ce răspunsul nostru la aceasta este: Nicio dictatură nu poate avea alt scop decât auto-perpetuarea și nu poate genera decât sclavie în rândul oamenilor care o tolerează; libertatea poate fi creată doar de libertate, adică printr-o revoltă universală a poporului și organizarea liberă a maselor muncitoare de jos în sus” . Bakunin a mai declarat că „suntem convinși că libertatea fără socialism este privilegiu și nedreptate; și că socialismul fără libertate este sclavie și brutalitate” .
Deși atât anarhiștii, cât și marxistii împărtășesc același scop final, crearea unei societăți libere, egalitare, fără clase sociale și guvern repressive/birocratic, ei nu sunt de acord cu privire la modul de realizare a acestui obiectiv. Anarhiștii cred că societatea fără clase, fără stat ar trebui să fie stabilită prin acțiunea directă a maselor, culminând cu revoluția socială și refuză orice etapă intermediară, cum ar fi dictatura proletariatului, pe baza faptului că o astfel de dictatură va deveni un fundament auto-perpetuant. Pentru Bakunin, contradicția fundamentală este că pentru marxisti „anarhismul sau libertatea este scopul, în timp ce statul și dictatura sunt mijloacele, și astfel, pentru a elibera masele, acestea trebuie mai întâi să fie înrobite” . Cu toate acestea, Bakunin a scris și despre întâlnirea cu Marx în 1844: „În ceea ce privește învățătura, Marx era, și încă este, incomparabil mai avansat decât mine. Nu știam nimic atunci despre economia politică, nu mă eliberasem încă de observațiile mele metafizice ... El m-a numit un idealist sentimental și avea dreptate; l-am numit un om vanitos, perfid și viclean, și am avut și eu dreptate” . Bakunin a găsit analiza economică a lui Marx foarte utilă și a început să traducă „Das Kapital” în rusă. La rândul său, Marx a scris despre rebelii din insurgența de la Dresda din 1848 că „au găsit un lider capabil și calm” în „refugiatul rus Michael Bakunin” . Marx a scris lui Engels despre întâlnirea cu Bakunin în 1864, după evadarea acestuia în Siberia, afirmând: „În ansamblu, este unul dintre puținii oameni pe care îi găsesc că nu au regresat după 16 ani, ci s-au dezvoltat mai departe” .
Bakunin a fost numit uneori primul teoretician al „noii clase”, adică o clasă de intelectuali și birocrați care conduc statul în numele poporului sau al proletariatului, dar în realitate în interesul lor propriu. Bakunin a argumentat că „[s]tatul a fost întotdeauna patrimoniul unei clase privilegiate: o clasă preoțească, o clasă aristocratică, o clasă burgheză. Și în cele din urmă, când toate celelalte clase s-au epuizat, statul devine apoi patrimoniul clasei birocratice și apoi cade - sau, dacă doriți, se ridică - la poziția unei mașini” .

### Federalism
Prin federalism, Bakunin înțelegea organizarea societății „de la bază la vârf - de la circumferință la centru - conform principiilor asociației libere și federației” . În consecință, societatea ar fi organizată „pe baza libertății absolute a indivizilor, a asociațiilor productive și a comunelor”, cu „fiecare individ, fiecare asociație, fiecare comună, fiecare regiune, fiecare națiune” având „dreptul absolut de autodeterminare, de a se asocia sau nu, de a se alia cu cine dorește” .

### Libertate
Pentru Bakunin, libertatea nu însemna un ideal abstract, ci o realitate concretă bazată pe libertatea egală a celorlalți. Într-un sens pozitiv, libertatea constă în „dezvoltarea deplină a tuturor facultăților și puterilor fiecărui om, prin educație, prin formare științifică și prin prosperitate materială.” O astfel de concepție a libertății este „eminamente socială, deoarece poate fi realizată doar în societate”, nu în izolare. Într-un sens negativ, libertatea este „revolta individului împotriva oricărei autorități divine, colective și individuale” .

### Materialism
Bakunin a negat supranaturalul și a susținut o explicație materialistă a fenomenelor naturale, considerând că „manifestările vieții organice, proprietățile și reacțiile chimice, electricitatea, lumina, căldura și atracția naturală a corpurilor fizice, constituie în viziunea noastră atât de multe variante diferite, dar nu mai puțin strâns interdependente, ale acelei totalități de ființe reale pe care o numim materie.” Pentru Bakunin, „misiunea științei este, prin observarea relațiilor generale ale faptelor trecătoare și reale, să stabilească legile generale inerente dezvoltării fenomenelor lumii fizice și sociale” .

### Proletariatul, Lumpenproletariatul și Țărănimea
Bakunin s-a deosebit de Marx în ceea ce privește potențialul revoluționar al lumpenproletariatului și al proletariatului. În timp ce ambii au fost de acord că proletariatul ar juca un rol esențial, pentru Marx proletariatul era agentul revoluționar exclusiv, conducător. Bakunin, pe de altă parte, a luat în considerare posibilitatea ca țăranii și chiar lumpenproletariatul (șomerii, infractorii comuni, etc.) să se ridice la înălțimea ocaziei .
Conform lui Nicholas Thoburn, Bakunin considera integrarea muncitorilor în capital ca fiind distructivă pentru forțele revoluționare mai primare. Pentru Bakunin, arhetipul revoluționar se găsește într-un mediu țărănesc (care este prezentat ca având tradiții insurgenționale de lungă durată, precum și un arhetip comunist în forma sa socială actuală - comuna țărănească) și printre tinerii șomeri educați, marginali din toate clasele, brigaziști, hoți, masele sărace și aceia de la marginile societății care au scăpat, au fost excluși sau nu au fost încă subordonați disciplinei muncii industriale emergente - pe scurt, toți aceia pe care Marx îi încadra în categoria lumpenproletariatului .

### Societăți Revoluționare
Începând din Italia cu Frăția Internațională, Bakunin a încercat să creeze societăți revoluționare secrete spre sfârșitul vieții sale, un concept care era în contradicție cu prudența sa declarată față de tendințele autocratice ale elitei revoluționare. Aceste organizații nu au participat la acțiuni revoluționare .

### Dictatura Invizibilă
Ideea de „dictatură invizibilă” a fost centrală în politica lui Bakunin. În combinație cu opoziția lui Bakunin față de politica parlamentară, istoricul Peter Marshall a scris că un astfel de partid secret, a cărui existență era necunoscută și ale cărui politici nu erau supuse nimănui, avea potențialul pentru o tiranie mai mare decât un partid blanquiist sau marxist și era greu de imaginat ca prevestind o societate deschisă și democratică .

## Viața personală

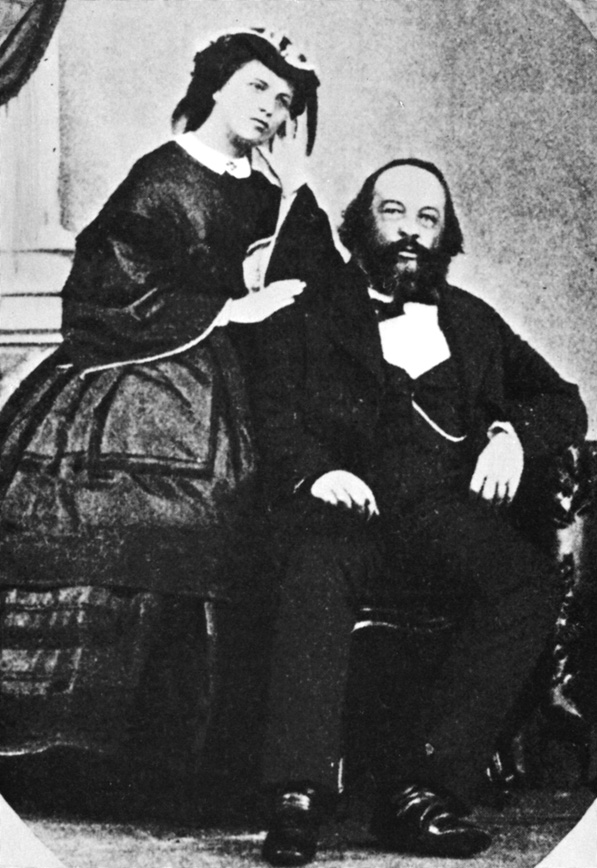
Mihail Bakunin și Antonia, soția sa

Bakunin s-a căsătorit cu Antonia Kwiatkowska, originară din Polonia, în timpul exilului său în Siberia. Kwiatkowska era mult mai tânără decât Bakunin (o diferență de 26 de ani; ea avea 18 ani) și avea puțin interes pentru politică. Diferențele dintre ei și atenția redusă a lui Bakunin pentru romantism i-au lăsat pe biografi speculând despre posibile rațiuni psihosexuale pentru viața personală a lui Bakunin și despre măsura în care acesta era dedicat acțiunii revoluționare. Deși a rămas căsătorită cu Bakunin până la moartea acestuia în 1876, Kwiatkowska a avut trei copii cu un alt bărbat în timp ce Bakunin era încă în viață – un discipol italian de-al său, care s-a căsătorit cu ea după moartea lui Bakunin.

## Patrimoniu
Bakunin a fost liderul revoluționar anarchist de frunte al secolului al XIX-lea, activ din anii 1840 până în anii 1870.[8] Scrierile sale fundamentale despre anarhism au contribuit la diferențierea mișcării de capitalism și marxism și au devenit mai populare după moartea sa, unele dintre cele mai apreciate lucrări fiind publicate postum sau în ediții noi. Lucrarea sa "Statism and Anarchy" a influențat mișcarea crescândă a narodnicilor ruși, un curent de socialism țărănesc, iar anarhismul său a influențat ideologia atât în Revoluția Rusă, cât și în Războiul Civil Spaniol. Mișcarea New Left din anii 1960 a reînviat interesul pentru lucrările și ideile sale despre asociere voluntară și opoziție față de socialismul autoritar, cu noi ediții și traduceri publicate.[29]
Moștenirea lui Bakunin reflectă paradoxul și ambivalența în care a trăit. După cum a exprimat istoricul Paul Avrich, Bakunin era "un nobil care tânjea după o revoltă țărănească, un libertarian cu dorința de a domina alții, un intelectual cu o puternică înclinație anti-intelectuală", care profesa susținerea libertății neîngrădite în timp ce cerea obediență necondiționată de la discipolii săi. Multe din acțiunile sale îl plasează mai aproape de mișcările autoritare ulterioare, chiar dacă cuvintele sale erau împotriva autorității.[58]
În special, pasajele antisemite din scrierile lui Bakunin au stârnit un interes îndelungat, astfel încât biograful lui Bakunin, Mark Leier, a menționat că această întrebare este adusă în discuție de fiecare dată când vorbește despre Bakunin. Atât Leier cât și specialistul în antisemitism, Eirik Eiglad, au comentat că antisemitismul nu era fundamental pentru gândirea lui Bakunin și că gândirea sa nu era apreciată pentru antisemitismul său.[59] Sociologul Marcel Stoetzler a argumentat contrariul, afirmând că tropul antisemit despre dominația mondială evreiască era în centrul gândirii politice a lui Bakunin.[60] Resentimentele lui Bakunin împotriva evreilor și germanilor sunt evidente în contextul atacurilor sale asupra lui Marx, dar antisemitismul său a precedat aceste pasaje.[61][62] Cercetătorul Marshall Shatz a observat că există o discrepanță între principiile sale egalitare și prejudecățile etnice, chiar dacă acest antisemitism și stereotipizarea erau comune printre radicalii francezi ai epocii[61] și erau împărtășite chiar și de Marx însuși.[63]
Noam Chomsky a numit predicția lui Bakunin că regimurile marxiste vor deveni dictaturi "una dintre puținele predicții în științele sociale care s-au adeverit într-adevăr".[64]
Arhivele lui Bakunin sunt păstrate în mai multe locuri: Casa Pușkin, Arhiva de Stat a Federației Ruse, Biblioteca de Stat a Rusiei, Arhiva de Stat a Literaturii și Artei din Rusia, Biblioteca Națională a Rusiei și Institutul Internațional de Istorie Socială.[29]

## Lucrări

### Cărți
- Dumnezeu și Statul, ISBN 048622483X

### Broșuri
- Socialismul fără stat: Anarhism (1953)
- Marxismul, Libertatea și Statul, tradus în egleză de Kenneth Kenafick în anul 1950
- Comuna din Paris și Ideea de Stat (1871)
- Imoralitatea Statului (1953)
- Statism și Anarhie (1990), Cambridge University Press, ISBN 0521361826
- Catehismul Revoluționar (1866)
- Comuna, Biserica și Statul (1947)
- Fondarea Primei Internaționale (1953)
- Despre Rousseau (1972)
- Nici Zei, Nici Stăpâni (1998) de Daniel Guérin, Edinburgh: AK Press, ISBN 1873176643

### Articole
- "Puterea corupe pe cei mai buni" (1867)
- "Războiul de clasă" (1870)
- "Ce este Autoritatea?" (1870)
- "Amintiri despre Marx și Engels" (1869)
- "Asociația Roșie" (1870)
- "Solidaritate în Libertate" (1867)
- "Criza Germană" (1870)
- "Dumnezeu sau Muncă" (1947)
- "Unde stau eu" (1947)
- "Apel către frații mei ruși" (1896)
- "Turbulența Socială" (1947)
- "Educație integrală, Partea I" (1869)
- "Educație integrală, Partea II" (1869)
- "Organizarea Internaționalului" (1869)
- "Declarația Poloneză" (1896)
- "Politica și Statul" (1871)
- "Muncitori și Sfinxul" (1867)
- "Politica Consiliului" (1869)
- "Cele Două Tabere" (1869)

### Colecții
- Bakunin despre Anarhism (1971), editat, tradus și cu o introducere de Sam Dolgoff. Prefață de Paul Avrich. New York: Knopf. Publicat inițial sub titlul **Bakunin despre Anarhie**, include **Schita Biografică a lui Bakunin** de James Guillaume. ISBN 0043210120
- Michael Bakunin: Scrieri Selectate** (1974), editat de A. Lehning. New York: Grove Press. ISBN 0802100201
- Anarhism: O Istorie Documentară a Ideilor Libertariene, Volumul 1: De la Anarhie la Anarhism (300 CE - 1939) (2005), editat de Robert Graham. Montreal și New York: Black Rose Books. ISBN 1551642514
- Filosofia Politică a lui Bakunin (1953), editat de G. P. Maximoff. Include **Schita Biografică a lui Mikhail Bakunin** de Max Nettlau.
- Bakunin de bază: Scrieri 1869–1871** (1992), editat de Robert M. Cutler. New York: Prometheus Books. ISBN 0879757450